# Stade du Gwardia Varsovie
 (janvier 2021).
Le stade du Gwardia Varsovie (en polonais : Stadion Gwardii Warszawa) est un ancien stade omnisports polonais, principalement utilisé pour le football, situé à Mokotów, un quartier de la ville de Varsovie, la capitale du pays.
Doté d'une capacité de 9 000 spectateurs, le stade a servi d'enceinte à domicile pour l'équipe de football du Gwardia Varsovie.

## Histoire
Le Gwardia Varsovie hérite du stade pour lui seul en 1955, à l'époque où le stade appartient au trésor public, avant d'être géré à partir de 1971 par le ministère de la Sécurité publique.
En 2007, la police de la ville reprend la gestion du stade, qu'elle relègue en 2019 à l'Agence de sécurité intérieure.
En 2012, en raison du mauvais état des installations, le stade est fermé pour travaux. En 2018, les guichets du stade sont démolis.
En 1993, la piste d'athlétisme de 383m de long est supprimée.
En 2000, est créée une équipe de speedway, qui évolue tout d'abord en 2e ligue, pour monter ensuite en première ligue en 2003. Mais ne terminant pas la saison cette même année, l'équipe est finalement dissoute.

## Événements

### Événements sportifs
- Coupe des clubs champions européens 1955-1956 (un match)
- Coupe des clubs champions européens 1957-1958 (un match)
- Coupe des villes de foires 1969-1970 (2 matchs)
- Coupe UEFA 1973-1974 (2 matchs)
- Coupe des clubs champions européens 1974-1975 (2 matchs)

### Concerts donnés au stade
- Aerosmith (1994)
- Tina Turner (1996)
- Metallica (1996)
- Pink Floyd (2002)
- Carlos Santana (2008)
- Iron Maiden (2008)
- Andrea Bocelli (2009)

## Galerie

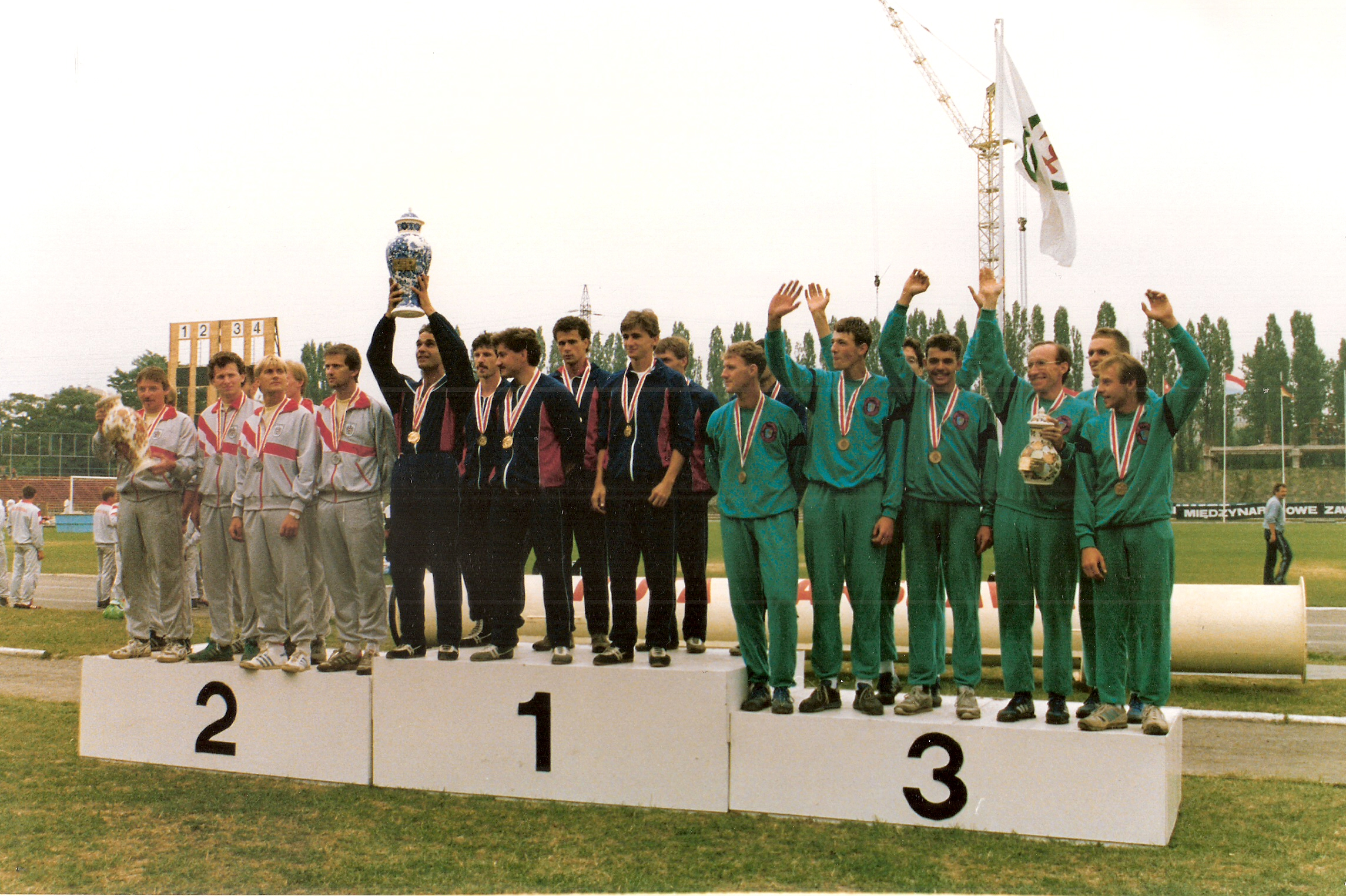
Cérémonie de remise des prix des JO des pompiers 1989

### Septembre 2008

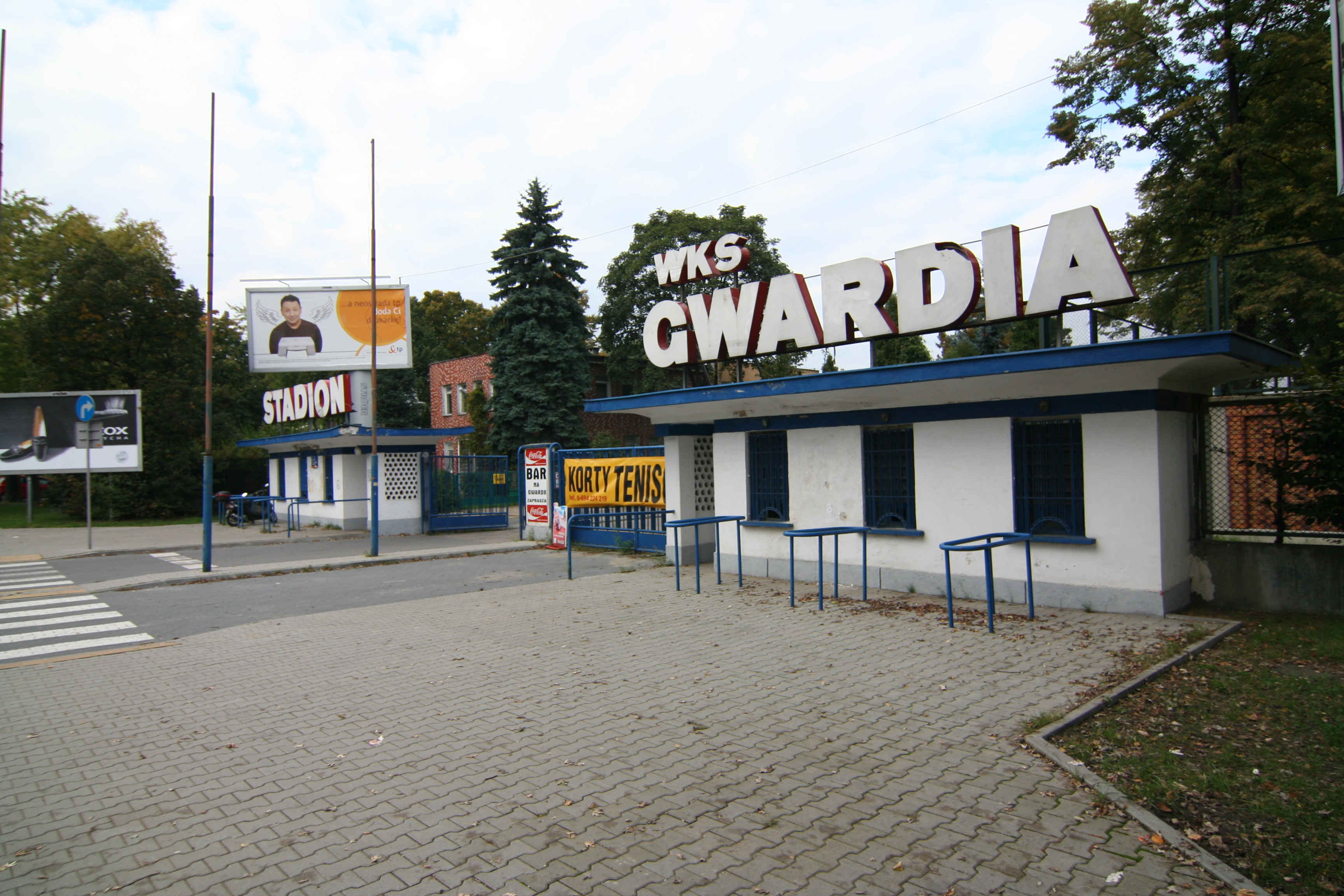
Entrée du stade
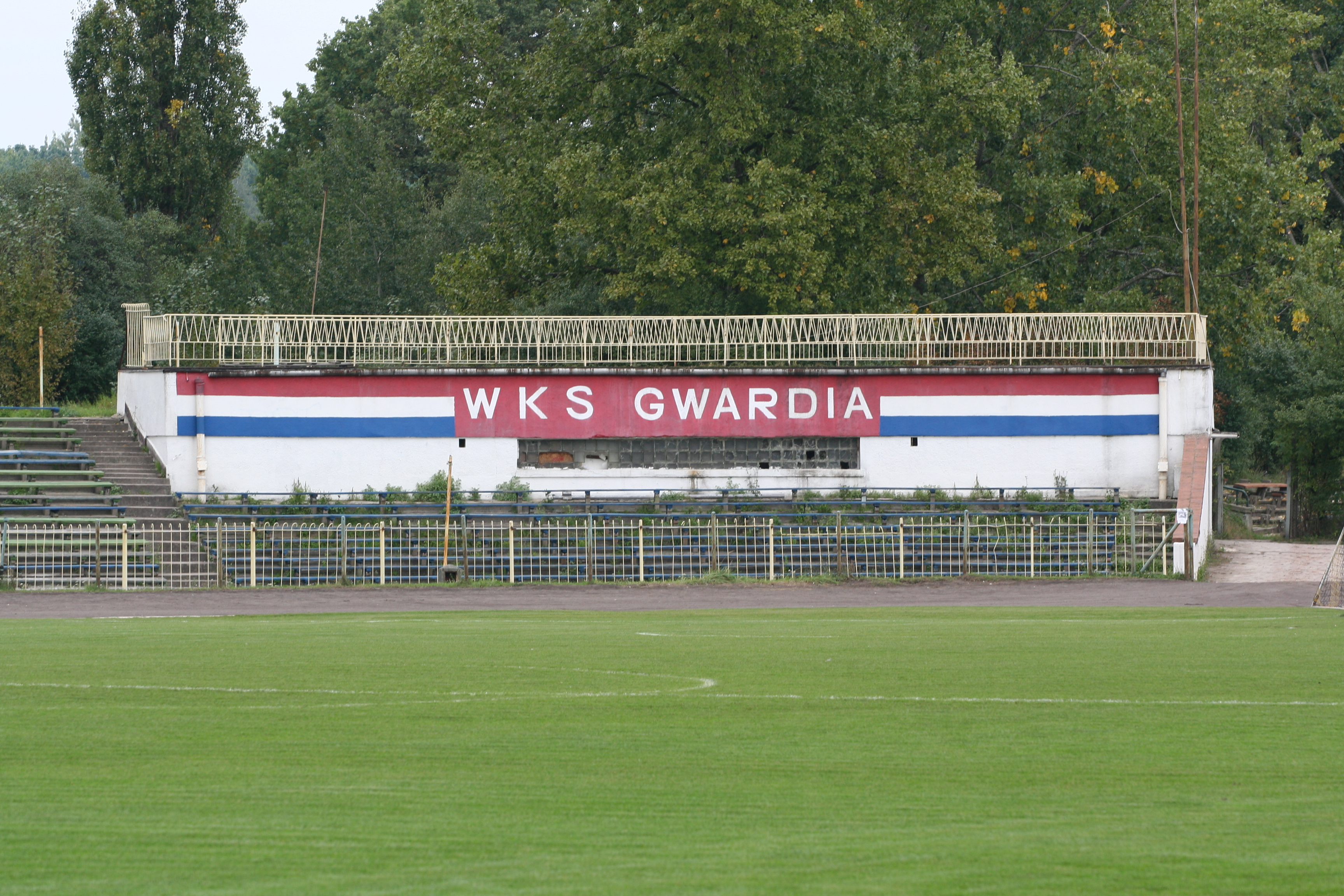
Vue des tribunes
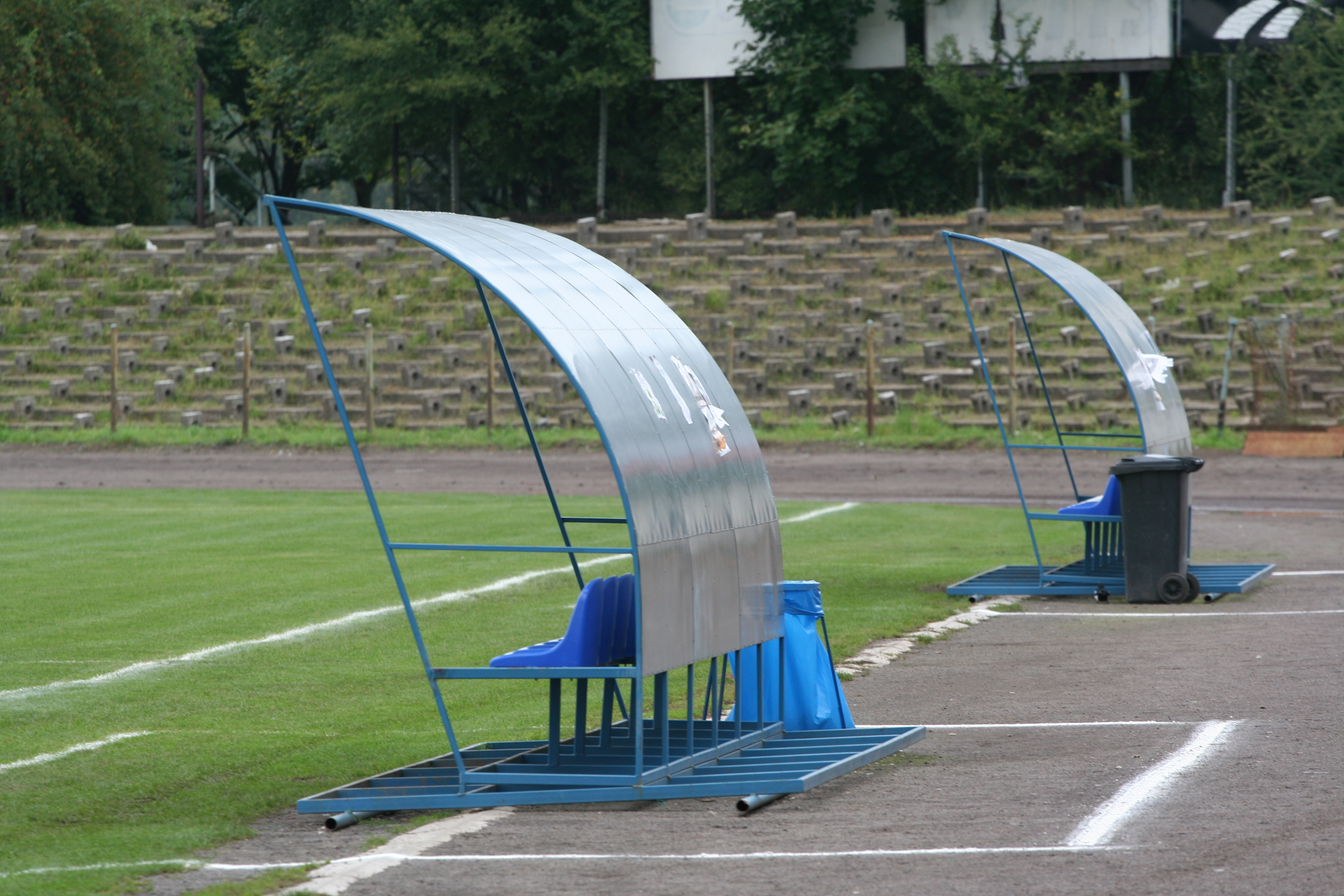
Vue du banc
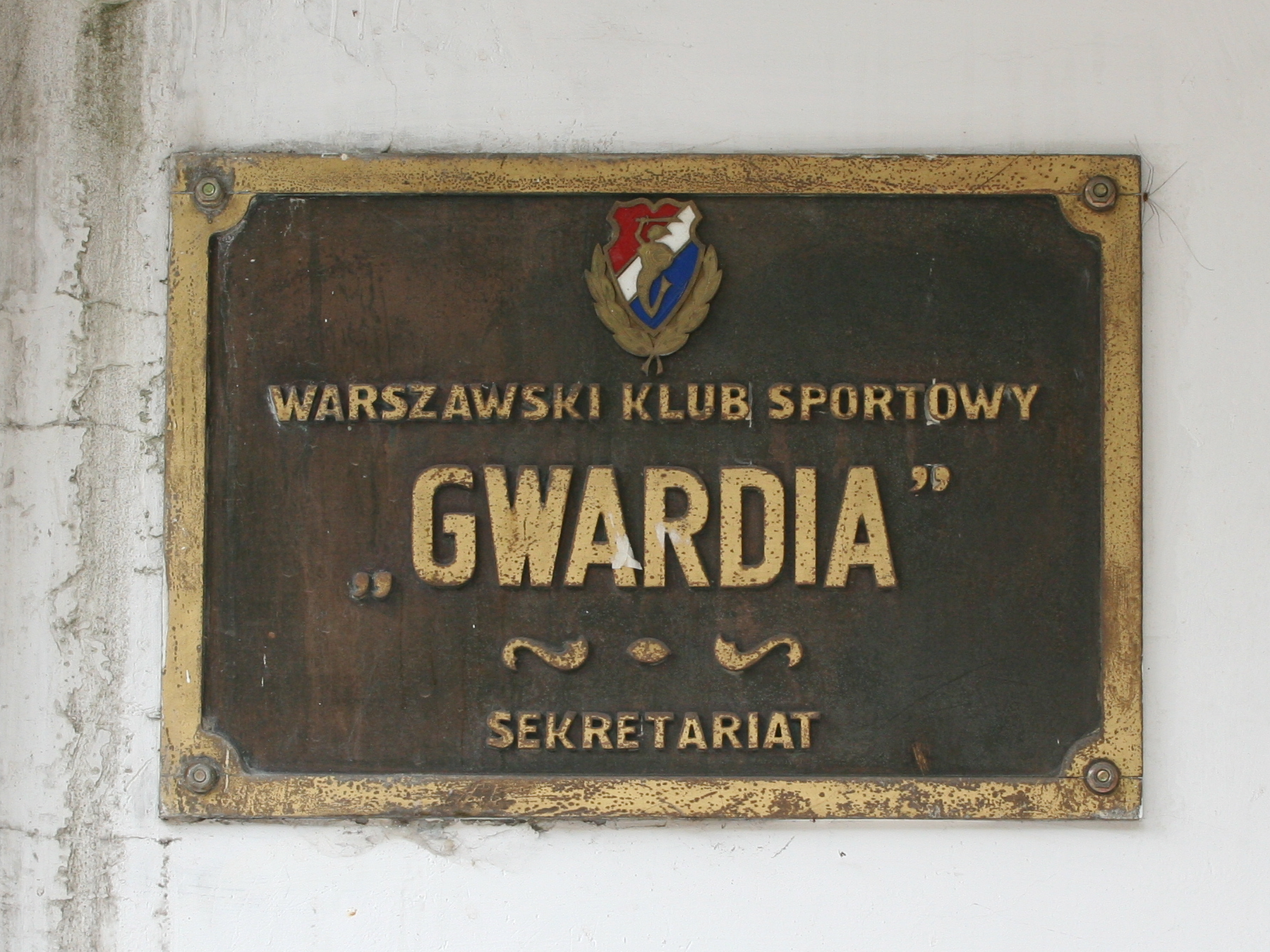
Secrétariat du stade
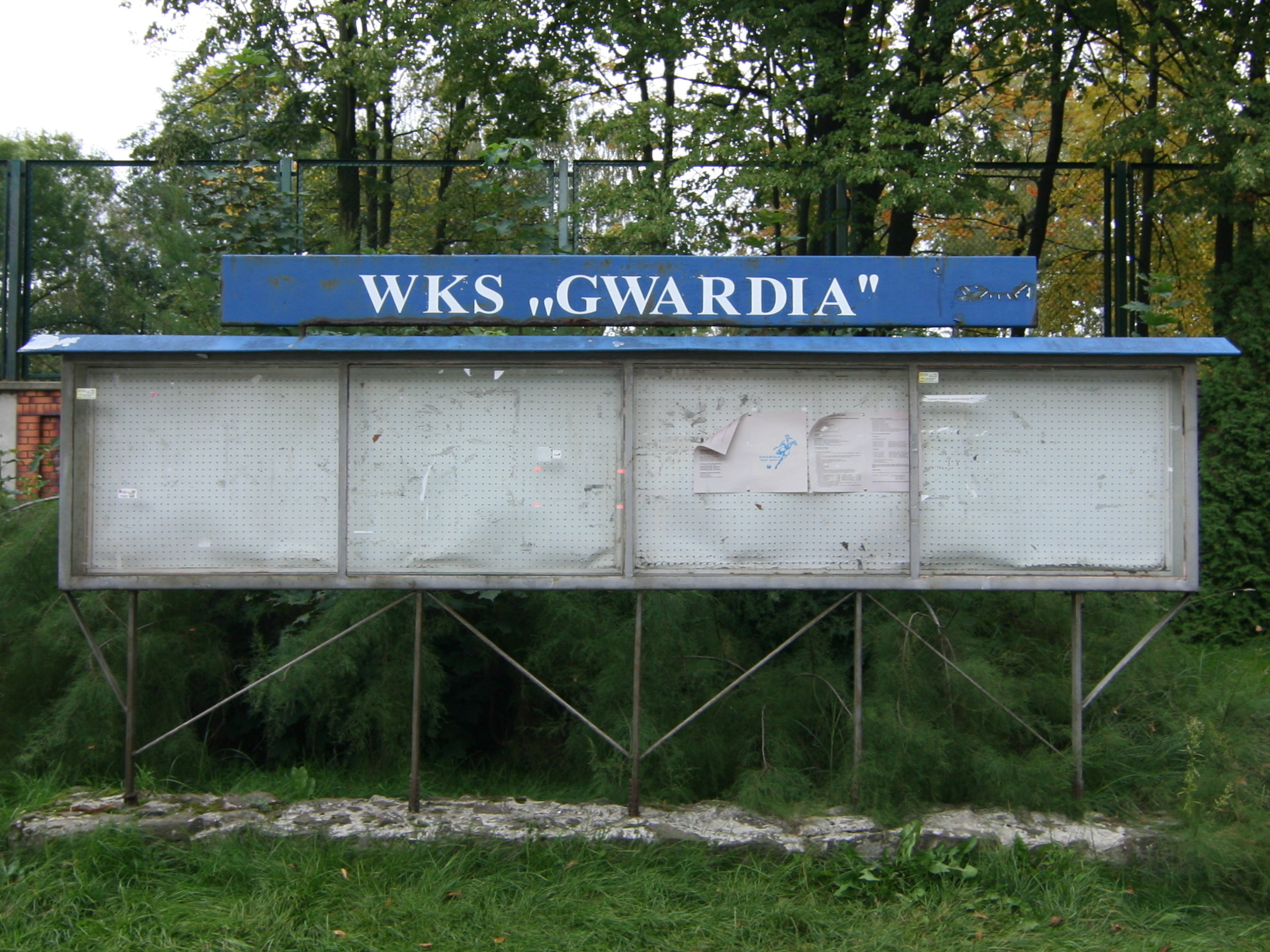
Tableau d'affichage du stade
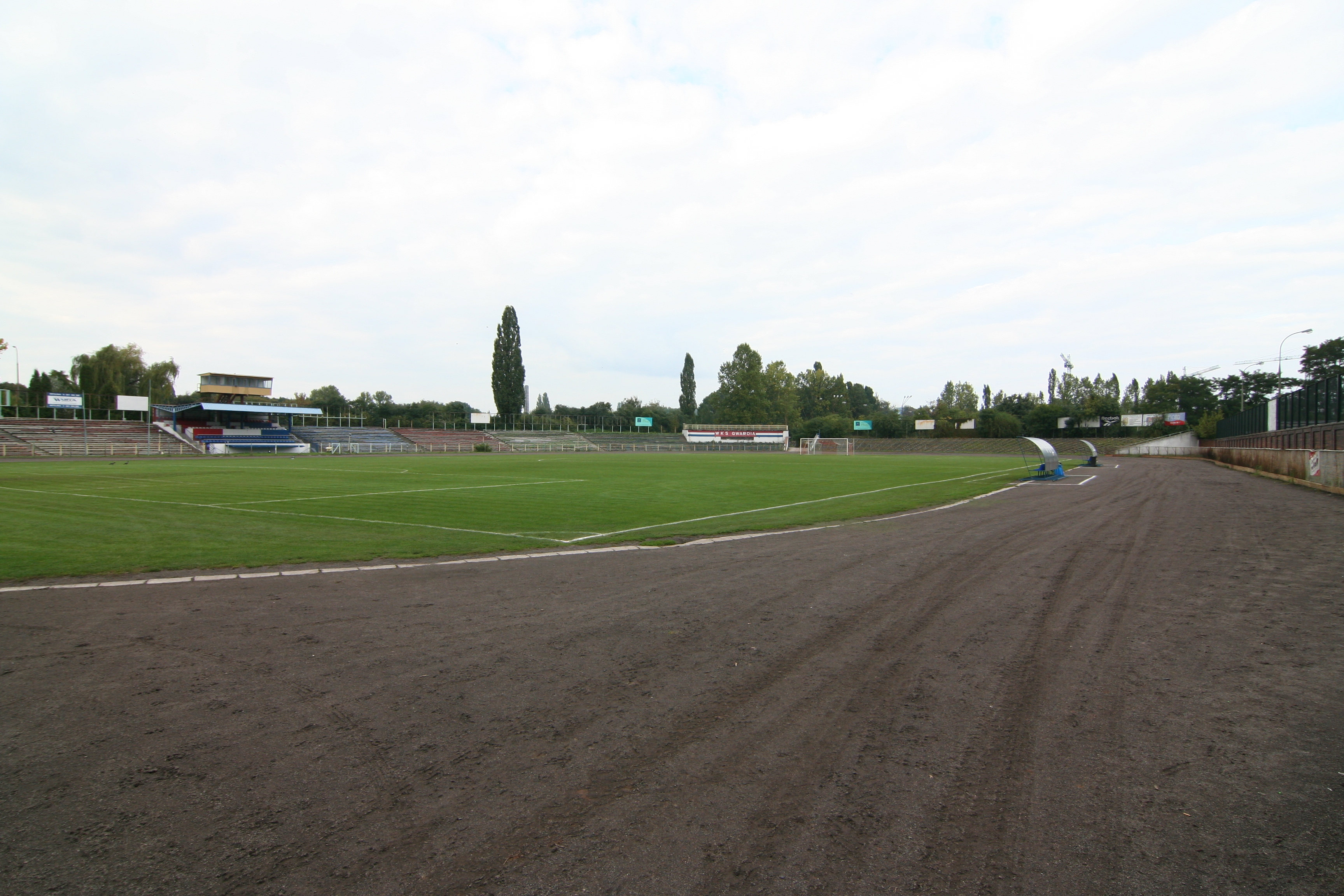
Terrain et tribune